# Gadingrejo (Umbulsari)
Gadingrejo is een bestuurslaag in het regentschap Jember van de provincie Oost-Java, Indonesië. Gadingrejo telt 4802 inwoners (volkstelling 2010).